# Neocatocha asiatica
Neocatocha asiatica är en tvåvingeart som beskrevs av Boris Mamaev 1979. Neocatocha asiatica ingår i släktet Neocatocha och familjen gallmyggor. Inga underarter finns listade i Catalogue of Life.